# Ozzano dell'Emilia
Ozzano dell'Emilia (Użàn in dialetto bolognese) è un comune italiano di 14 372 abitanti della città metropolitana di Bologna in Emilia-Romagna.

## Geografia fisica

### Territorio

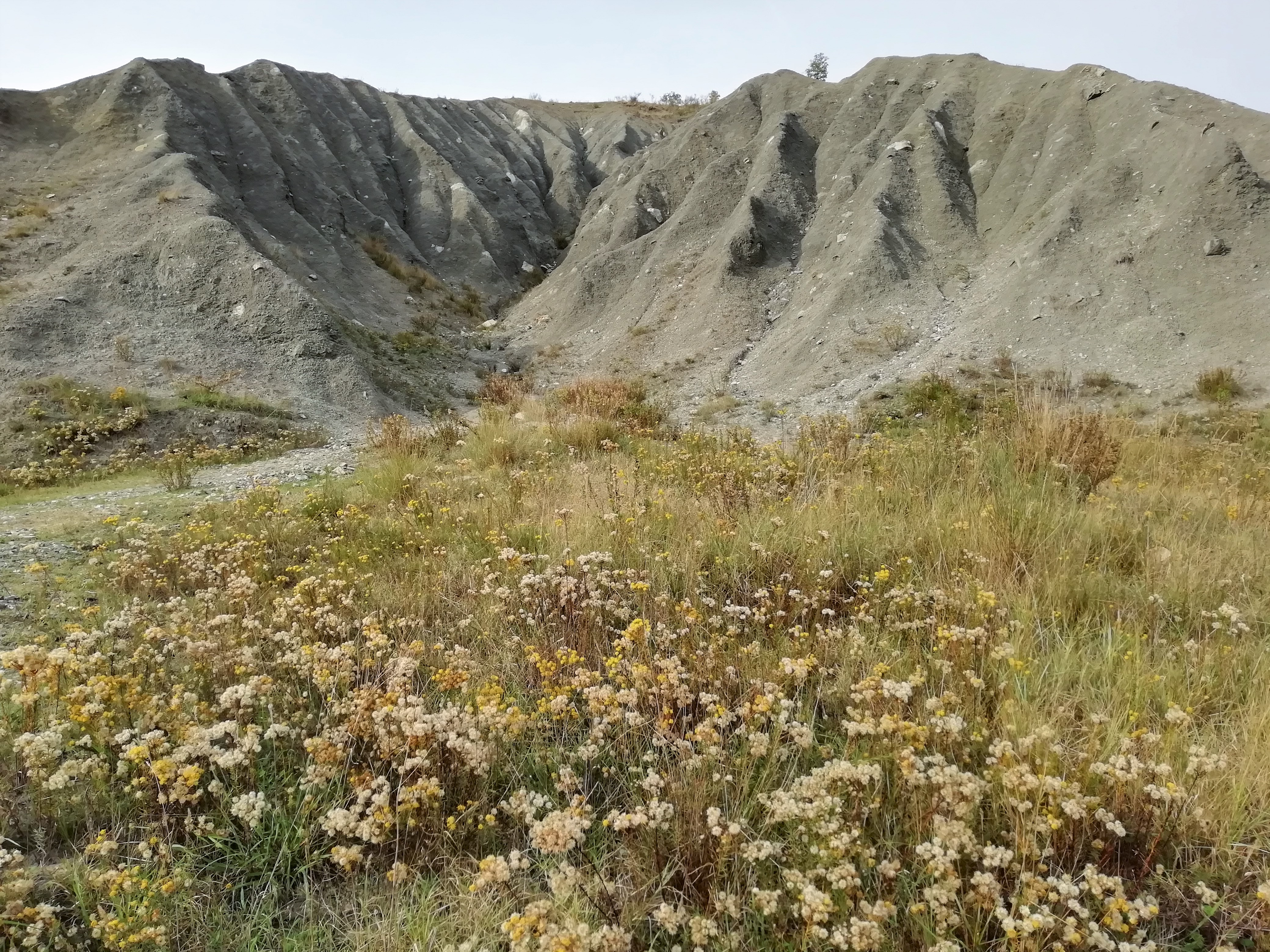
I Calanchi di Sant'Andrea

Il territorio ozzanese attualmente si sviluppa su una superficie di 64,94 chilometri quadrati, assumendo la forma caratteristica di un rettangolo lungo e stretto, la cui altezza è di 67 metri. Nel 1880 invece, la superficie dell'intero comune di Ozzano era pari a 62,44 chilometri quadrati, dei quali 52,44 coltivati, 3,50 destinati a bosco e 6,50 incolti.
Il territorio del comune è interessato dal Parco dei Gessi Bolognesi e Calanchi dell'Abbadessa.

### Clima
Ozzano dell'Emilia presenta un clima continentale. Gli inverni sono freddi e non mancano le precipitazioni nevose, le estati calde e a volte afose a causa dell'umidità dell'aria. Le mezze stagioni sono miti. Il canale di arie dei colli appenninici che coprono il territorio a sud del comune convoglia una particolare mitezza sul paese.
- Classificazione climatica: zona E, 2252 GR/G
- Classificazione sismica: zona 2[5][6]

## Storia

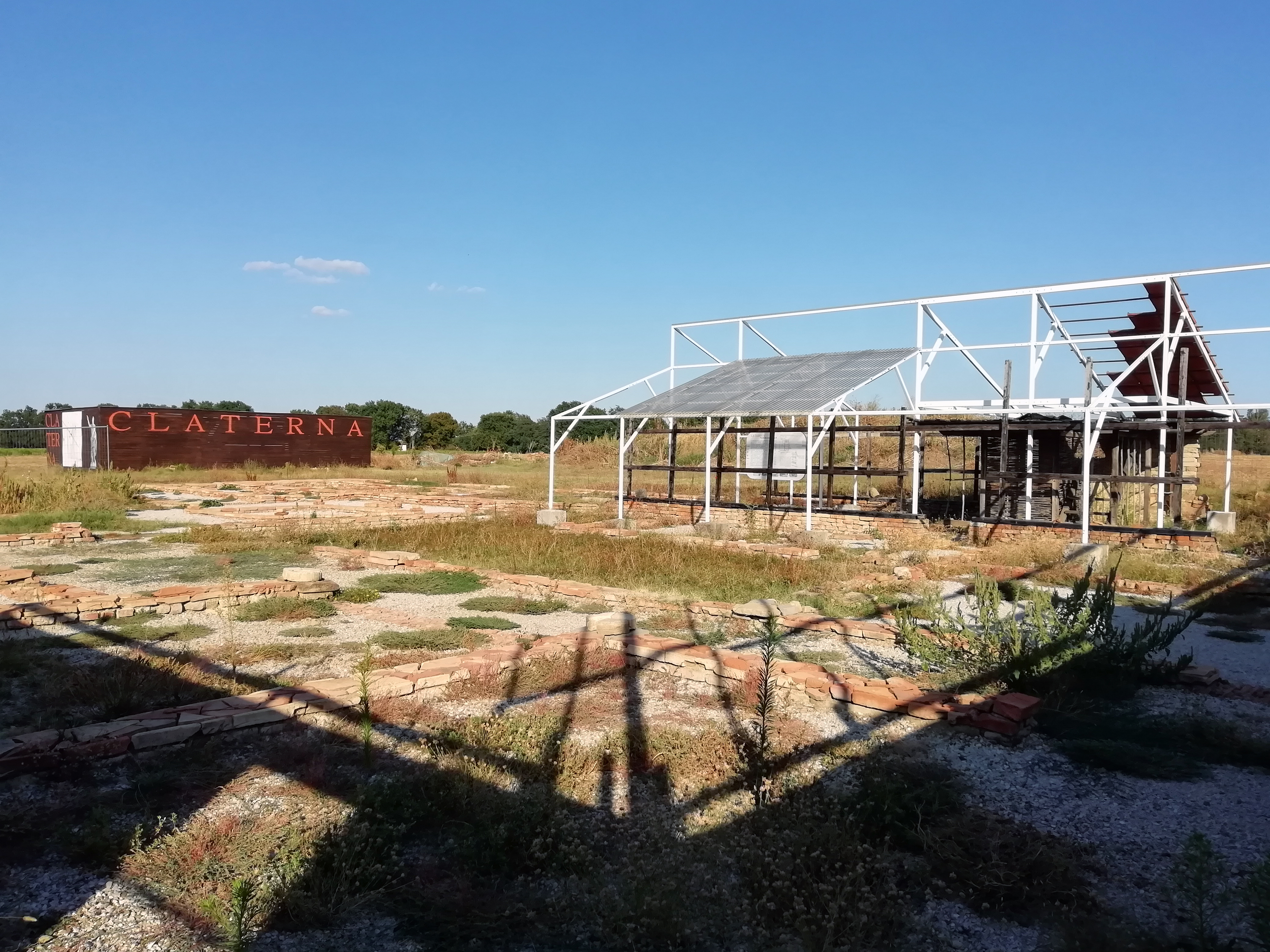
Strutture abitative e produttive romane a Claterna.

Il primo esempio di urbanizzazione sul territorio di Ozzano è dato dalla città romana di Claterna, risalente al II secolo a.C.
Le operazioni di riassetto amministrativo del 1805 portate avanti dalle classi dirigenti del napoleonico Regno d'Italia inserirono il Comune di Ozzano nel Cantone di Castel San Pietro, all'interno del Distretto di Imola del Dipartimento del Reno. Il territorio del Comune allora istituito risultava diviso tra Ozzano di Sopra, al quale era aggregata Varignana di Sopra, e Ozzano di Sotto, al quale era aggregata Varignana di Sotto.

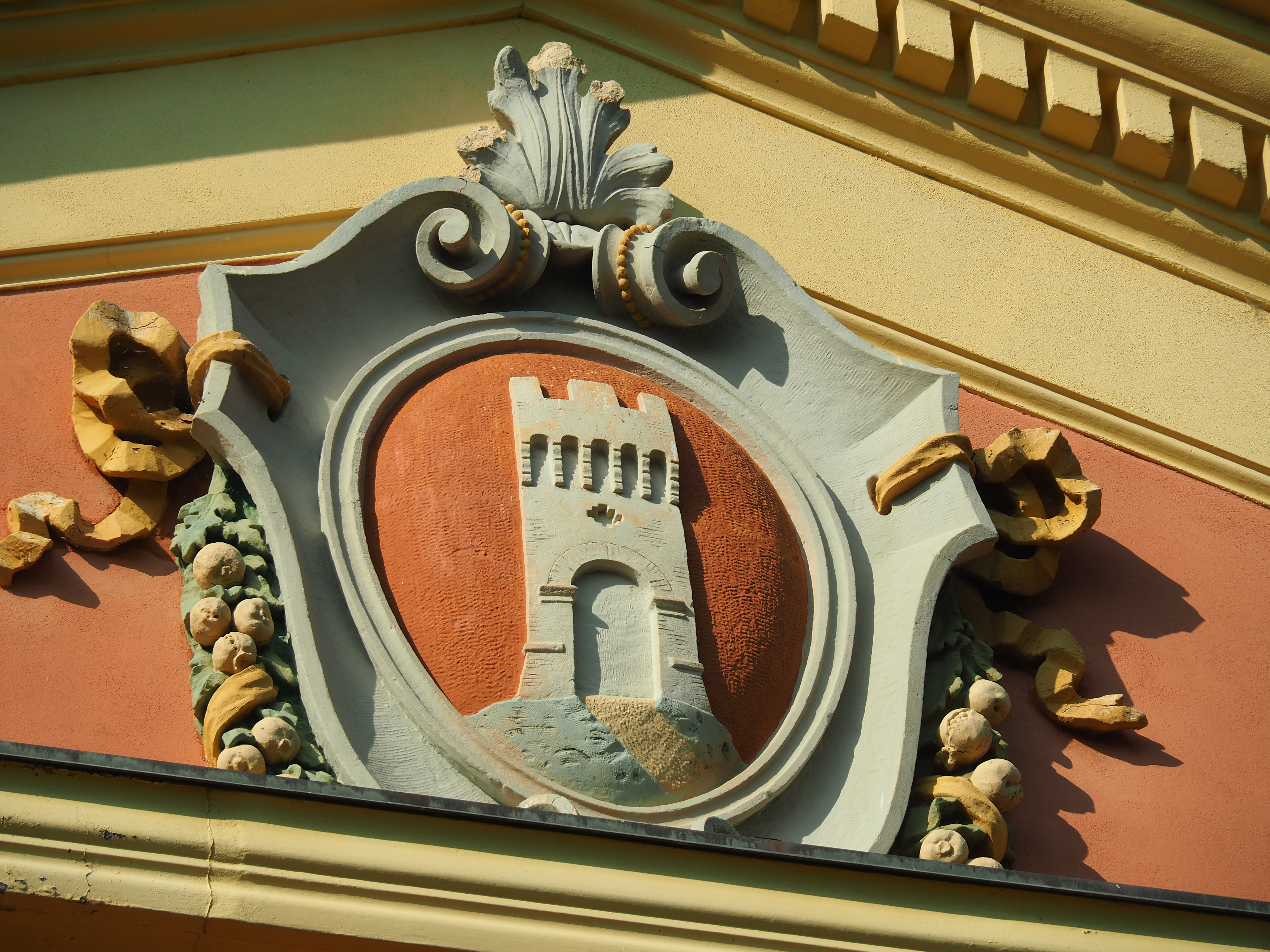
Stemma sul Palazzo municipale

Nel 1810, Ozzano di Sopra era inserito nel "Cantone e Distretto di Bologna" ed aggregava intorno a sé le località di Ciagnano, San Cristoforo, Massa delle Rapi, Ozzano di Sotto e Settefonti con Monte Armato.
Con la restaurazione del dominio pontificio, Ozzano di Sopra divenne, all'interno del Governo e della Legazione di Bologna, una comunità (comprendente Ciagnano, Monte Armato e Settefonti) soggetta alla Podesteria di San Lazzaro. A sua volta comprendeva come appodiato Ozzano di Sotto (il cui territorio includeva le località di Massa delle Rapi e San Cristoforo).
Con il R.D. 16 ottobre 1862, n. 923, il Comune ha mutato la propria denominazione da "Ozzano" a "Ozzano dell'Emilia".

## Società

### Evoluzione demografica
La popolazione residente è di 14 022 abitanti, di cui 6 896 uomini e 7 174 donne.
La popolazione straniera ammonta a 1 010 residenti.
Abitanti censiti

## Monumenti e luoghi d'interesse

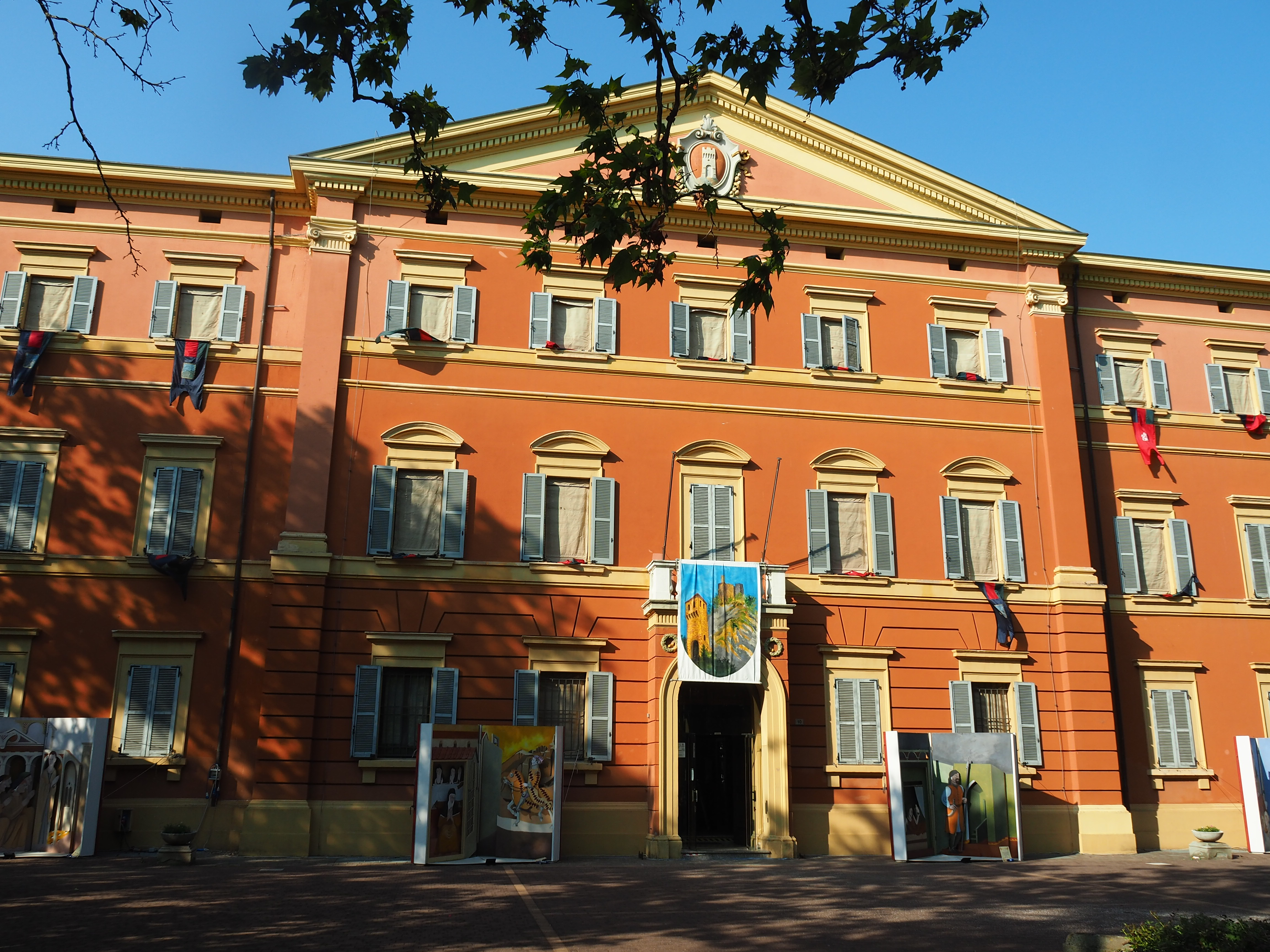
Il palazzo municipale di Ozzano

### Le chiese

#### Chiesa di Sant'Ambrogio (sussidiale)
Realizzazione moderna (1995) costruita sul viale 2 giugno, la chiesa è stata dedicata al santo milanese ed è stata consacrata il 12 ottobre 1997 dal Cardinale Giacomo Biffi.
Tra i particolari di rilievo, la volta realizzata in legno lamellare (abete rosso dell'Europa centro-settentrionale).

#### Chiesa di Sant'Andrea
Il documento più antico tra quelli ad oggi sopravvissuti, a menzionare questa chiesa, è un atto di donazione dell'anno 1077. A quel tempo il luogo, oggi genericamente indicato come Sant'Andrea di Ozzano, era detto "massa Basiliano" (termine di chiara provenienza romana). La parrocchia in quegli anni era assoggettata alla pieve di San Giovanni in Toracciano, poi detta di Pastino.
Fino al 1149 la chiesa di Sant'Andrea appartenne ai monaci camaldolesi dell'Abbazia di San Michele Arcangelo di Castel de' Britti; poi, per volontà del Vescovo di Bologna, Gerardo, la chiesa passò in possesso delle monache del medesimo ordine, del Monastero di Santa Cristina di Stifonte.
Nel 1158, causa slavine del terreno che avevano minato l'integrità del Convento di Stifonte, le suore si trasferirono nel caseggiato annesso alla chiesa di Sant'Andrea e da qui, nel 1245, in quello di Santa Cristina della Fondazza di Bologna, loro casa madre. La chiesa però, retta da un cappellano, continuò ugualmente ad officiare e ad avere "cura di anime", come parrocchia.
Con la beatificazione della consorella Lucia, vissuta nella seconda metà del XII secolo ed alla quale si attribuisce il miracolo del cavaliere crociato strappato dalle sofferenze della prigionia in Terra Santa, le monache camaldolesi, che già dal 1508 si erano viste autorizzare il culto pubblico per la Beata Lucia, nel 1573 ottennero altresì il consenso di traslare le sacre ossa dalla decadente chiesina di Santa Lucia di Settefonti a quelle di Sant'Andrea e Santa Cristina della Fondazza, dove ancora oggi sono custodite in urne collocate sopra ad altari costruiti in suo onore.

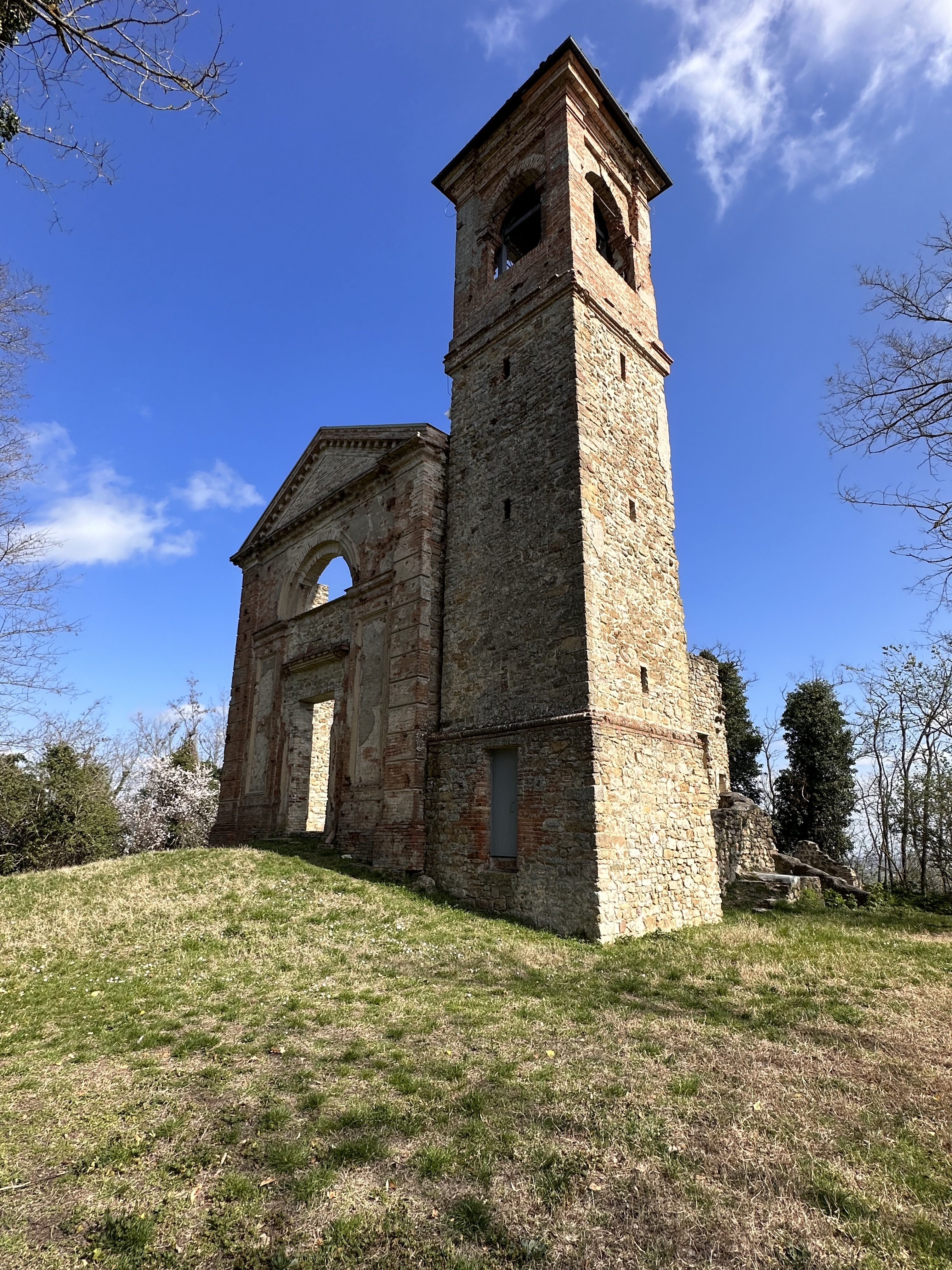
Rovine della ex Chiesa di Santa Maria Assunta di Settefonti

#### Chiesa di San Cristoforo e San Carlo
Costruita in gran parte col contributo del conte Carlo Grati ed originariamente dedicata al solo San Carlo, fu benedetta, pur non ancora consacrata, il 4 novembre 1642 dall'Arciprete della Pieve di San Pietro di Ozzano, don Giulio Boschi. Successivamente venne ad essa trasferito il titolo della chiesa di San Cristoforo, ormai cadente. Detto trasferimento si completa nel 1666 circa, con l'aggiunta della cappella centrale.
L'attuale facciata della chiesa è dovuta a modifiche apportate nel 1924 dall'architetto G. Rivani; la precedente versione era del tipo detto toscano a due ordini di colonne, con un timpano semicircolare. La costruzione così come è oggi vede quasi scomparire le colonne ed il timpano è triangolare, mentre il campanile ha mantenuto la forma a cupola.
L'interno della chiesa è di ordine ionico.

#### Chiesa di Santa Maria della Quaderna
Della sua esistenza se ne ha menzione intorno al 1365 circa. Nello schizzo eseguito da un anonimo al seguito del Cardinale Paleotti durante le visite pastorali eseguite nel 1578, la chiesa appare non solo con forme molto diverse da quelle odierne, ma al tempo stesso con caratteristiche simili a quelle di un tempietto romano a cui è annesso un altro fabbricato trasversale, dotato di tetto a lunga falda e campanile a vela. Il campanile attuale fu costruito sul finire del Seicento. Le ultime modifiche che hanno trasformato struttura ed architettura dell'edificio in quelle che possiamo vedere ancora oggi risalgono ai primi anni dell'Ottocento.
All'interno della chiesa si trovano l'altare maggiore, sopra al quale si può ammirare una splendida Natività della Madonna del pittore Orazio Samacchini, nonché quattro cappelle i cui altari sono invece intitolati alla Beata Vergine del Carmine, alla Beata Vergine di San Luca, alla Beata Vergine del Rosario ed alla Visitazione della Madonna.

### Ville
- Villa Gandino, o Villa Malvezzi, risale alla metà del XVI secolo.
- Casa dove abitò Luigi Galvani e fece i primi esperimenti.[14] La casa è situata nella omonima via al civico 75.
Sull'edificio sono visibili un Medaglione raffigurante Galvani e due targhe.[15] Alle spalle di questa abitazione con ampio giardino si trova il Rio Marzano, un tempo ben più copioso di oggi, che gli forniva le rane di cui si serviva per i suoi studi.[16][17]

## Cultura
L'offerta culturale è deputata alla biblioteca comunale ed alle varie associazioni operanti a livello locale.

### Musei
Dislocate a Ozzano ma parte del Sistema Museale di Ateneo dell'Università di Bologna sono la Collezione di anatomia degli animali domestici e la Collezione di anatomia patologica e teratologia veterinaria Alessandrini - Ercolani.

#### Museo di anatomia patologica e teratologia veterinaria
Via Tolara di Sopra, 30
Il Museo ospita più di 4 300 preparati. Molto interessanti sono i disegni a colori e soprattutto le plastiche (modelli) in gesso, creta e cera, riproducenti reperti patologici in modo fedele sia nelle dimensioni che nei colori. Tra questi spiccano i modelli in cera realizzati nella seconda metà del XIX secolo dal ceroplasta Cesare Bettini. Interessante per numero e rarità è la collezione di scheletri di animali con mostruosità: la raccolta di patologie articolari è visitata ancora oggi con interesse da cultori dell'artrologia umana e comparata. La collezione del Museo ha una valenza storico-artistica (le plastiche a colori sono uniche nel loro genere in patologia veterinaria e molte testimoniano entità morbose scomparse, come la pleuropolmonite contagiosa bovina) ma anche una valenza didattica, in quanto numerose patologie attuali sono utili per dimostrazioni agli studenti. Il Museo fa parte del centro di servizio autonomo dell'Alma Mater Studiorum - Università di Bologna denominato Sistema Museale d'Ateneo.

#### Museo della città romana di Claterna
Il Museo della città romana di Claterna si trova al secondo piano del Palazzo della Cultura, in Piazza Allende, 18.
Inaugurato ufficialmente il 30 marzo 2019, il museo è ospitato nello stesso edificio ove ha sede la biblioteca comunale, il museo contiene reperti rinvenuti nel corso dei recenti scavi della città romana-altomedievale di Claterna, corredati da interessanti cartelloni e proiezioni. Il museo è attualmente di piccole dimensioni, ma rappresenta una prima fase del lavoro svolto finora, giacché gli scavi non sono ancora del tutto completati ed altri reperti potrebbero venire alla luce.

### Biblioteche

#### Biblioteca "8 marzo 1908"
La Biblioteca ozzanese nasce all'inizio degli anni settanta su sollecitazione di un gruppo di cittadini ed in una fase di profonda crescita sociale ed economica, determinata dall'insediarsi di numerose piccole e medie imprese ben presenti e radicate ancora oggi sul territorio ozzanese.
Si forma così un comitato promotore che nel 1978 ottiene degli spazi dall'amministrazione comunale, creando il primo nucleo della biblioteca nell'ambito del Consorzio Provinciale di Pubblica Lettura. Successivamente, nei primi anni novanta, avviene la vera svolta quando il Comune di Ozzano, prima Amministrazione della provincia, decide di trasformare questo servizio in istituzione, cioè in un ente dotato di una fortissima autonomia relativamente alle attività bibliotecarie e culturali ma, soprattutto, proiettato in modo dinamico e paritetico nel rapporto con altri enti pubblici ed economici: università, fondazioni, aziende.
Nel 1998 tale trasformazione gestionale e amministrativa trova la sua realizzazione concreta nell'edificazione nella attuale nuova sede di Piazza Allende: nella piazza centrale del paese, con oltre 2 000 m² di superficie, con all'interno: la grande sala conferenze (Sala Città di Claterna) punto di riferimento dell'intera collettività, il Museo della città romana di Claterna, l'Archivio Storico, spazi laboratoriali e corsuali.

### Università

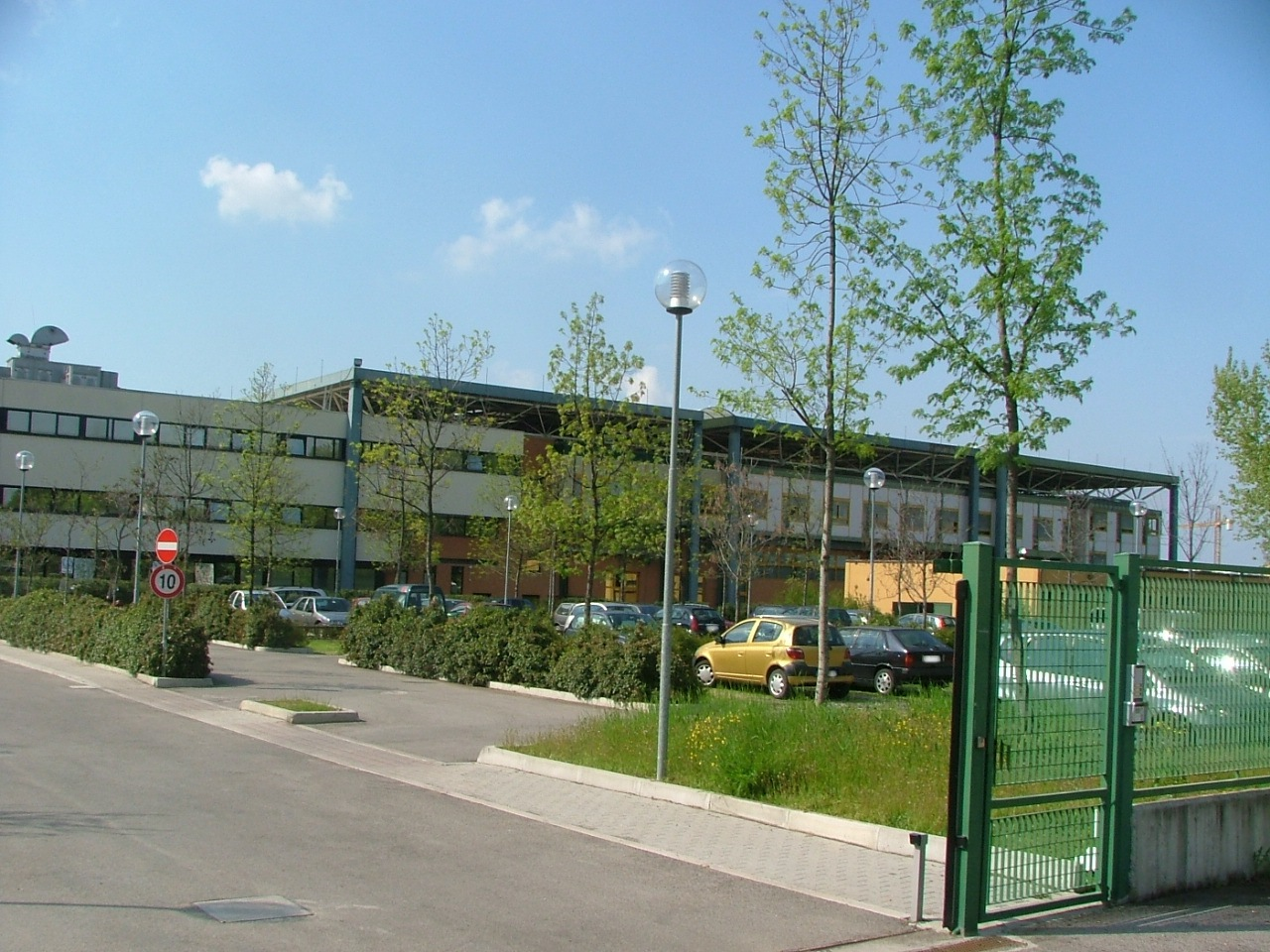
La sede di Veterinaria della Scuola di Agraria e Medicina Veterinaria dell'Università di Bologna

Ad Ozzano dell'Emilia è presente la Facoltà di Medicina Veterinaria dell'Università di Bologna, sita in via Tolara di Sopra, 50.

## Economia

### Industria
- Industria Macchine Automatiche (IMA S.p.A)
- Franco Cosimo Panini Editore
- FATRO farmaceutica e veterinaria[21]
- Ar.Pa S.r.l. - Lieviti e Prodotti Affini, Via Emilia 268, Ozzano dell'Emilia, BO[22]
- Pelliconi (dal 1939 tappi a corona)[23]
- Stabilimento della Sinudyne (demolito) in via Emilia, 42[24]

### Agricoltura
- Patata di Bologna

## Infrastrutture e trasporti
La principale infrastruttura viaria di Ozzano è rappresentata dalla Via Emilia; su di essa sono svolte autocorse in servizio di trasporto pubblico a cura della società TPER.
Dal 1885 al 1935 Ozzano disponeva di una stazione della tranvia Bologna-Imola la quale svolgeva da un servizio con trazione a vapore gestito dalla Società Veneta.
La città è inoltre servita dalla fermata ferroviaria di Ozzano, posta lungo la linea Bologna-Ancona, nella quale osservano fermata i servizi regionali svolti da TPER e Trenitalia nell'ambito del contratto di servizio stipulato con la regione Emilia-Romagna.

## Sport

### Pallacanestro
I New Flying Balls Ozzano, abbreviato in Flying Balls, sono la principale squadra sportiva del paese, ereditando la passione cestistica del paese nata grazie allo storico Sporting Club Gira. Dal 2018 partecipano al campionato sportivo Serie B di pallacanestro.

### Calcio
A livello calcistico il comune è rappresentato da 2 compagini. L'Ozzanese Calcio è, sin dalla sua nascita nel 1972, la squadra più importante e nel corso degli anni ha saputo raggiungere per ben due volte l'Eccellenza. Attualmente milita in Seconda Categoria. Dal 2014 esiste una seconda squadra cittadina: l'Ozzano Claterna, che attualmente milita in Seconda Categoria dando vita al derby di Ozzano con la sopracitata Ozzanese. 

## Amministrazione
Di seguito è presentata una tabella relativa alle amministrazioni che si sono succedute in questo comune.
| Periodo        | Periodo        | Primo cittadino | Partito                                                         | Carica  | Note   |
| -------------- | -------------- | --------------- | --------------------------------------------------------------- | ------- | ------ |
| 26 giugno 1985 | 13 giugno 1990 | Italo Freda     | Partito Comunista Italiano                                      | Sindaco | [ 26 ] |
| 13 giugno 1990 | 24 aprile 1995 | Italo Freda     | PCI, PDS                                                        | Sindaco | [ 26 ] |
| 24 aprile 1995 | 14 giugno 1999 | Valter Conti    | Partito Democratico della Sinistra                              | Sindaco | [ 26 ] |
| 15 giugno 1999 | 14 giugno 2004 | Valter Conti    | lista civica                                                    | Sindaco | [ 26 ] |
| 14 giugno 2004 | 8 giugno 2009  | Loretta Masotti | lista civica                                                    | Sindaco | [ 26 ] |
| 8 giugno 2009  | 26 maggio 2014 | Loretta Masotti | lista civica                                                    | Sindaco | [ 26 ] |
| 26 maggio 2014 | 27 maggio 2019 | Luca Lelli      | lista civica Progetto Ozzano                                    | Sindaco | [ 26 ] |
| 27 maggio 2019 | in carica      | Luca Lelli      | lista civica Passione in Comune - Luca Lelli sindaco per Ozzano | Sindaco | [ 26 ] |

### Gemellaggi
- Staffanstorp[27]